# Clethra mexicana

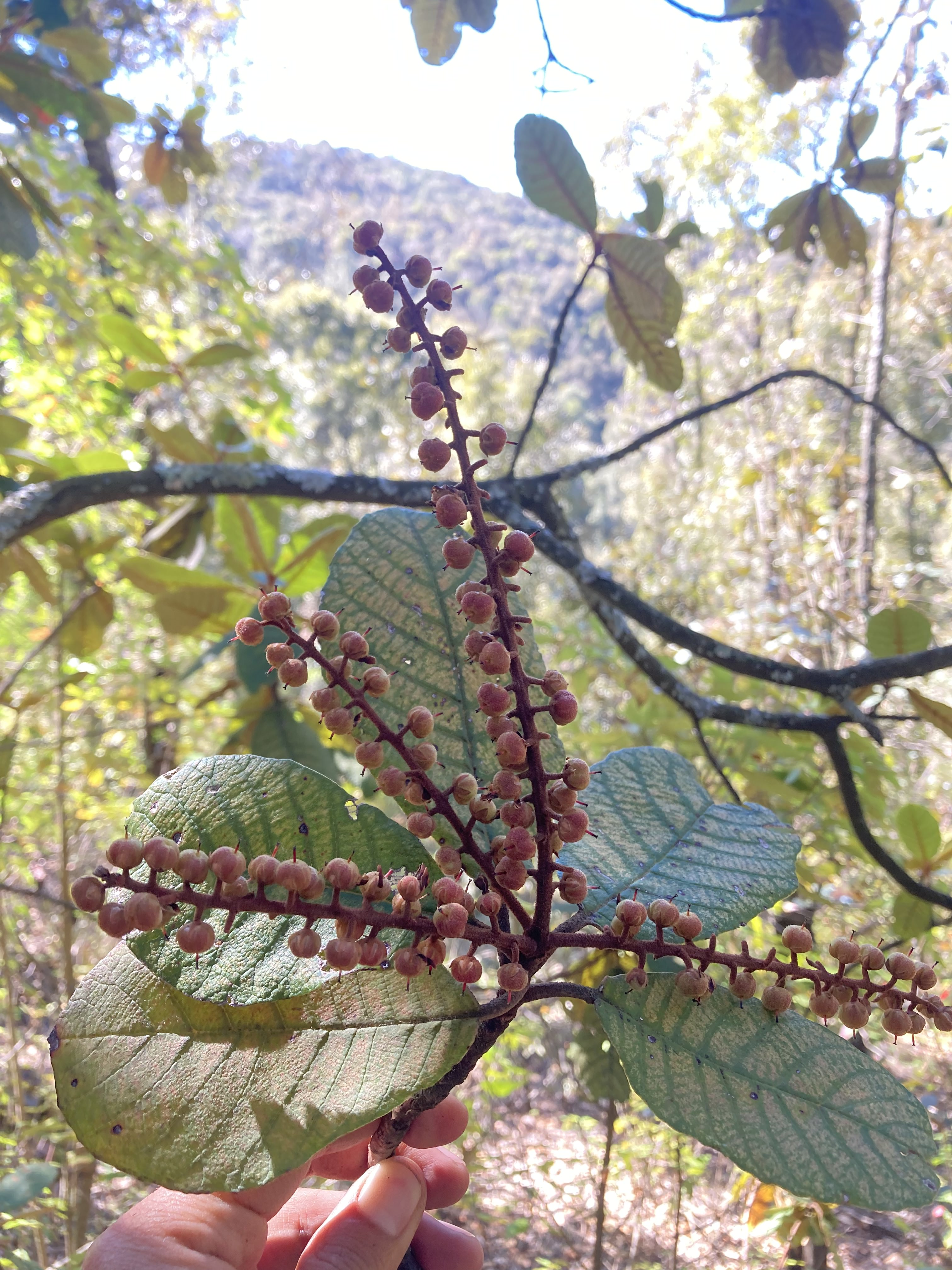
Clethra mexicana

El mamojuaxtle (Clethra mexicana) es un árbol de la familia Clethraceae.

## Descripción
Es perennifolio y puede llegar a medir hasta de 25 m de alto o con frecuencia solo de 8 a 15 m. 

## Distribución y hábitat
Es endémica de la región centroamericana y México. Vive en bosques mixtos de pino y encino y mesófilos de montaña. Con frecuencia ocupa claros de los bosques y ambientes alterados. Se distribuye a lo largo del Eje Volcánico Transversal y de algunas montañas adyacentes, desde Michoacán hasta Puebla. Se distribuye hasta Panamá.
La Lista Roja de la IUCN la tiene en la categoría de preocupación menor (LC).

## Nombres comunes
Solo para la región de Chiapas se han registrado los siguientes nombres comunes: aguacatillo, jaboncillo, mamey cimarrón. Otros nombres comunes conocidos para la especie: amajuastle, cuchara,madroño, mamahuaxtle, quilaguacate, tlecúhuitl, y totonalcanácat.